# Avenida Las Rejas
La avenida Las Rejas es una arteria vial que recorre los sectores nor y surponiente de la ciudad de Santiago en Chile. Forma parte del anillo interior de Santiago y pasa por las comunas de Renca, Quinta Normal, Lo Prado, Estación Central y Cerrillos. Debe su nombre al Fundo de Las Rejas, que estuvo ubicado en esta vía.

## Descripción
De norte a sur, lleva el nombre Dorsal entre la carretera Panamericana y la autopista Costanera Norte, Lo Espinoza hasta la Avenida Carrascal, Radal hasta la Avenida Mapocho, Sergio Valdovinos hasta la Avenida San Pablo, María Rozas Velásquez hasta la Avenida Libertador General Bernardo O'Higgins, Las Rejas Sur hasta la autopista del Sol y Suiza hasta la Avenida Pedro Aguirre Cerda.

### Cambios de nombre
El tramo de la avenida llamado Buenos Aires fue cambiado por Sergio Valdovinos. En 2013 Las Rejas Norte fue reemplazado por María Rozas Velásquez, en honor a la profesora, sindicalista y política.
En octubre de 2020 se aprobó el cambio de nombre del tramo llamado Senador Jaime Guzmán —que había obtenido dicho nombre luego del asesinato del parlamentario en 1991— por el de "Avenida Dorsal", puesto que «no tiene relación alguna con la identidad e historia de Renca».

## Puntos de interés

Mapa de la avenida 5 de Abril.

- Entre calle Mailef y Avenida 5 de Abril, al oriente, se ubica el barrio "Chuchunco".
- Entre Av. 5 de Abril y Alameda, al oriente, se ubica el barrio "El Retamo".
- En la intersección con la Alameda se ubica la Estación Las Rejas de la Línea 1 del Metro de Santiago, el Hospital del Profesor y la Clínica Bicentenario. También pasa la Ciclovía Alameda Pajaritos, el circuito para ciclistas de mayor extensión de la ciudad.
- Al poniente, entre Av. San Pablo y Av. Portales, se ubica el barrio "Lautaro".
- La avenida termina con este nombre en el núcleo del barrio "Blanqueado" en Av. San Pablo. En esa intersección se ubica la estación Blanqueado de la extensión a Maipú de la Línea 5 del Metro de Santiago.